# Illenium
 (août 2017).
Si vous disposez d'ouvrages ou d'articles de référence ou si vous connaissez des sites web de qualité traitant du thème abordé ici, merci de compléter l'article en donnant les références utiles à sa vérifiabilité et en les liant à la section « Notes et références ».

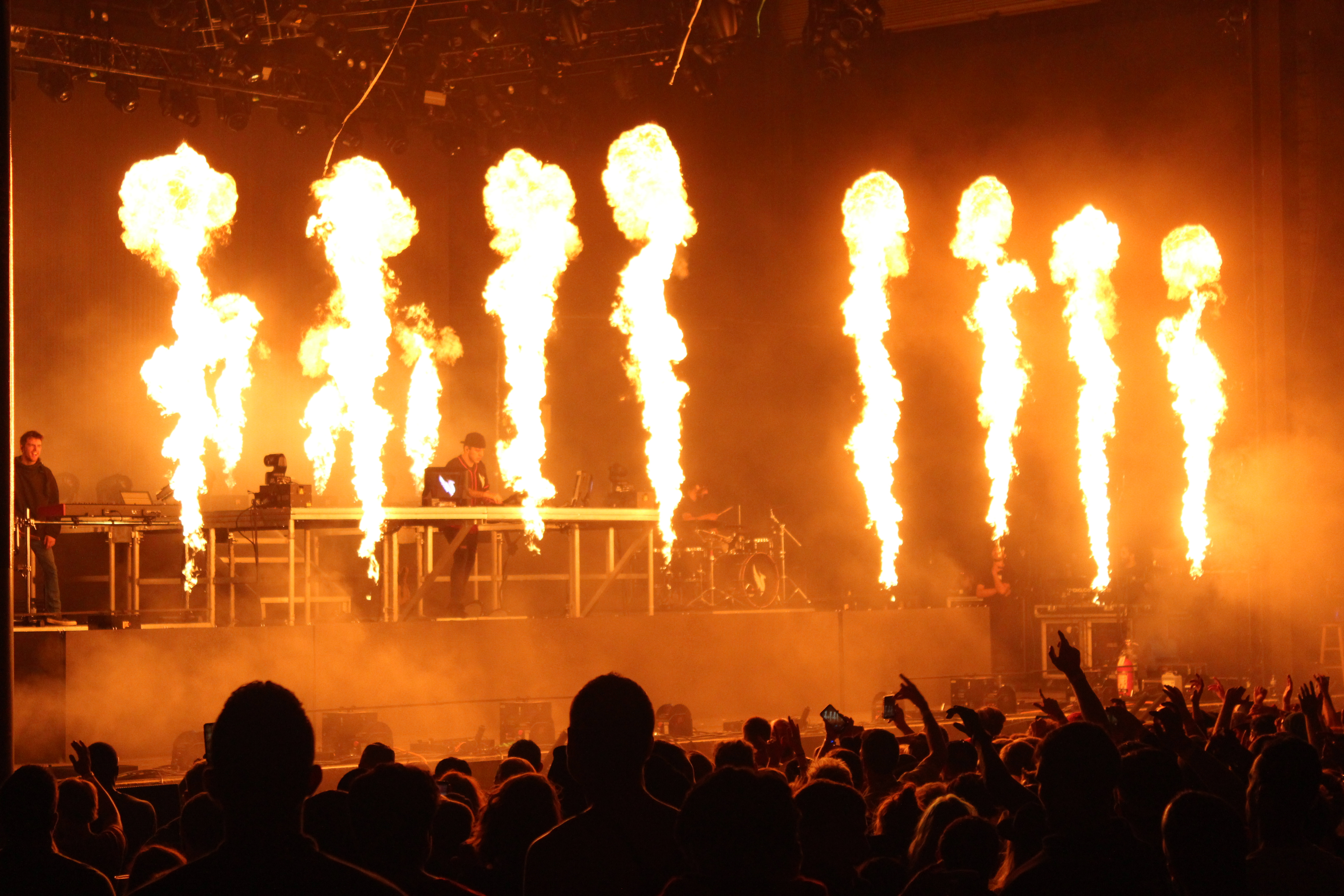
Illenium

Nick Miller, connu sous le pseudonyme Illenium, est un DJ, compositeur et musicien américain.

## Biographie
Nicholas D. Miller, Nick Miller est né à Downers Grove, Illinois. Il débute la musique électronique au début de l'année 2008. Au cours de l'été 2012, après avoir vu Bassnectar effectuer un spectacle à Red Rocks, Nick Miller se lance dans sa première composition. Son premier album, Ashes, sort le 6 février 2016 sur les labels Seeking Blue et Kasaya. Il sort la même année un remix de The Chainsmokers - Don't Let Me Down qui eut un succès fulgurant, accumulant plus de 484 millions de vues sur la célèbre chaîne YouTube Trap Nation. Il sort un autre album un an plus tard, Awake, qui se positionna en 7e position dans les charts dance. En 2018, il sort l'album des remixes d'Awake, ainsi que quelques singles, notamment Don't Give Up On Me avec Kill The Noise et une collaboration avec le célèbre producteur de dubstep  Excision : Gold (Stupid Love), qui prit la 8e place dans les charts dance digital aux États-Unis. Le 11 juin 2019, il annonce sur Instagram la sortie prochaine de son troisième album ASCEND qui complètera la trilogie, incluant des featurings avec Jon Bellion, Bipolar Sunshine, The Chainsmokers ou encore X Ambassadors.
Il débute ensuite une tournée en Amérique du Nord, le ASCEND Tour, incluant 3 dates au Red Rocks Amphiteatre à Denver et une date au mythique Madison Square Garden à New York.
À la suite du ASCEND Tour, Illenium collabore avec Ekali pour produire Hard To Say Goodbye, dévoilée en mai à l'occasion de l'EDC Vegas. Une track qui mise énormément sur le point fort des deux artistes : les émotions.
Pour 2020, Illenium frappe fort : 8 mois après son B2B avec Excision, dévoilant au passage leur deuxième collaboration, Feel Something voit enfin le jour. Tout juste trois mois après avoir sorti son album remix de ASCEND, appelé ASCEND (Remixes), et dévoilé sa collaboration magique avec Excision, Nick annonce son départ de Astralwerks. Toutefois, quelques jours après cette annonce, il inaugure son nouveau partenariat avec 12Tone Music grâce à Nightlight. Dans une interview pour EDM.com, peu avant la sortie du single, Illenium déclare qu'il a été contraint d'arrêter sa tournée en février, ce qui lui a permis de travailler davantage sur ses musiques "j'ai senti que j'avais plus d'inspiration et plus de créativité que jamais". Des paroles confirmées par la sortie du single accompagnée de la voix angélique de Annika Wells, créditée un peu plus tard dans l'année grâce à l'annonce surprise d'un nouveau single nommé Paper Thin, lui-même titre du résultat d'une collaboration avec Angels & Airwaves et Tom DeLonge, comprenant Nightlight et ainsi Paper Thin. Plus tard à la fin de l'année, Illenium annonce un nouveau single avec Dabin et Lights qui sortira le 25 décembre 2020.
C'est ainsi que 2021 commence (très fort). Lors du ParkNRave festival, Nurko dévoile la "dream collab" que tous les fans de ce dernier et Illenium attendent depuis des années. En effet Sideways est alors annoncé au grand jour. Plus tard, Illenium dévoile un nouveau track nommé First Time avec Iann Dior. Annoncé le 8 mars, le single sortira le 12 mars 2021. À la suite de ce single, Illenium annonce le 8 avril sur Twitter la sortie d'un nouvel album pour l'été 2021 intitulé "Fallen Embers". C'est alors que vient la collaboration entre Illenium et Nurko intitulée Sideways. Sideways sort le 7 mai 2021 sur toutes les plateformes.

## Discographie

### Albums

#### Albums Studio
| Titre                          | Date de sortie    | Label                 |
| ------------------------------ | ----------------- | --------------------- |
| Ashes                          | 15 février 2016   | Kasaya / Seeking Blue |
| Awake                          | 21 septembre 2017 | Kasaya / Seeking Blue |
| Ascend                         | 16 août 2019      | Astralwerks           |
| Fallen Embers                  | 16 juillet 2021   | 12 Tone Music, LLC    |
| Fallen Embers (Deluxe Version) | 22 octobre 2021   | Warner records        |
| ILLENIUM                       | 28 avril 2023     | Warner records        |

#### Albums remix
| Titre                   | Date de sortie    | Label                 |
| ----------------------- | ----------------- | --------------------- |
| Ashes (Remixes)         | 16 décembre 2016  | Kasaya / Seeking Blue |
| Awake (Remixes)         | 18 juin 2018      | Kasaya / Seeking Blue |
| ASCEND (Remixes)        | 15 mai 2020       | Astralwerks           |
| Fallen Embers (Remixes) | 27 mai 2022       | Warner records        |
| ILLENIUM (Remixes)      | 29 septembre 2023 | Warner records        |

### EPs
| Title                                              | Date de sortie  | Label                  |
| -------------------------------------------------- | --------------- | ---------------------- |
| Illenium                                           | 20 mai 2013     | Prep School Recordings |
| Risen                                              | 14 janvier 2014 | Sans label             |
| Painted White (avec Cristina Soto et Said The Sky) | 21 juillet 2015 | Gravitas Recordings    |
| Ascend (Tour Edits)                                | 12 juin 2020    | Astralwerks            |

#### Albums DJ Mix (Apple Music)
| Titre                                            | Date de sortie    | Label      |
| ------------------------------------------------ | ----------------- | ---------- |
| NYE 2022 (DJ Mix)                                | 23 décembre 2021  | Sans label |
| ILLENIUM at EDC Las Vegas 2022                   | 22 mai 2022       | Sans label |
| ILLENIUM Live at Lost Lands 2022                 | 25 septembre 2022 | Sans label |
| ILLENIUM: Trilogy in Los Angeles at SoFi Stadium | 3 février 2024    | Sans label |
| ILLENIUM at EDC Las Vegas 2024                   | 17 mai 2024       | Sans label |
| Illenium b2b SLANDER at EDC Las Vegas 2025       | 17 mai 2025       | Sans label |

### Singles
| Titre                                                                 | Année de sortie | Label                                                                                             | Album                                                                                    |
| --------------------------------------------------------------------- | --------------- | ------------------------------------------------------------------------------------------------- | ---------------------------------------------------------------------------------------- |
| Drop Our Hearts, Pt. 2 (avec Said The Sky featuring Sirma)            | 2014            | Sans label                                                                                        | Singles qui ne font pas partie d'un album                                                |
| So Wrong                                                              | 2014            | Sans label                                                                                        | Singles qui ne font pas partie d'un album                                                |
| The Phoenix                                                           | 2014            | The EDM Network                                                                                   | Singles qui ne font pas partie d'un album                                                |
| Make Me Do                                                            | 2014            | The EDM Network                                                                                   | Singles qui ne font pas partie d'un album                                                |
| In Your Wake (Original Mix) (avec Said The Sky featuring Jeza)        | 2014            | Uplink Audio                                                                                      | Singles qui ne font pas partie d'un album                                                |
| Falling In (avec Said The Sky featuring Mimi Page)                    | 2015            | Simplify Recordings                                                                               | Singles qui ne font pas partie d'un album                                                |
| Spirals (avec Sound Remedy featuring King Deco)                       | 2015            | Sound Remedy Music LLC                                                                            | Ashes (sous Kasaya / Seeking Blue)                                                       |
| I'll Be Your Reason                                                   | 2015            | NEST                                                                                              | Ashes (sous Kasaya / Seeking Blue)                                                       |
| Jester                                                                | 2015            | The EDM Network                                                                                   | Ashes (sous Kasaya / Seeking Blue)                                                       |
| Afterlife (featuring Echos)                                           | 2016            | Kasaya / Seeking Blue                                                                             | Ashes (sous Kasaya / Seeking Blue)                                                       |
| Fortress (featuring Joni Fatora)                                      | 2016            | Kasaya / Seeking Blue                                                                             | Ashes (sous Kasaya / Seeking Blue)                                                       |
| Bring Forth the Pressure (avec Dirt Monkey)                           | 2016            | Artist Intelligence Agency                                                                        | Ashes (sous Kasaya / Seeking Blue)                                                       |
| Rush Over Me (avec Said The Sky et Seven Lions featuring Haliene)     | 2016            | Seeking Blue                                                                                      | Single qui ne fait partie d'un album                                                     |
| Fractures (featuring Nevve)                                           | 2017            | Kasaya / Seeking Blue                                                                             | Awake (sous Kasaya / Seeking Blue)                                                       |
| Feel Good (avec Gryffin featuring Daya)                               | 2017            | Darkroom / Interscope Records                                                                     | Awake (sous Kasaya / Seeking Blue)                                                       |
| Sound of Walking Away (featuring Kerli)                               | 2017            | Kasaya / Seeking Blue                                                                             | Awake (sous Kasaya / Seeking Blue)                                                       |
| Where the Wild Things Are (avec Zeds Dead)                            | 2017            | Deadbeats                                                                                         | Single qui ne fait partie d'un album                                                     |
| Crawl Outta Love (featuring Annika Wells)                             | 2017            | Kasaya / Seeking Blue                                                                             | Awake (sous Kasaya / Seeking Blue)                                                       |
| Leaving (featuring EDEN)                                              | 2017            | Kasaya / Seeking Blue                                                                             | Awake (sous Kasaya / Seeking Blue)                                                       |
| Don't Give Up on Me (avec Kill the Noise featuring Mako)              | 2018            | Proximity Mako apparait sous Ultra Records                                                        | Single qui ne fait partie d'un album                                                     |
| Sound of Where'd You Go (avec Said The Sky et 1788-L featuring Kerli) | 2018            | Kasaya / Seeking Blue                                                                             | Awake (Remixes) (sous Kasaya / Seeking Blue)                                             |
| Gold (Stupid Love) (avec Excision featuring Shallows)                 | 2018            | Excision Music, Caption Records                                                                   | Apex                                                                                     |
| Take You Down (featuring Tim James)                                   | 2018            | UMG Recordings Astralwerks                                                                        | Ascend (sous UMG Recordings / Astralwerks)                                               |
| God Damnit (avec Call Me Karizma)                                     | 2018            | UMG Recordings Astralwerks                                                                        | Single qui ne fait partie d'un album                                                     |
| Crashing (featuring Bahari)                                           | 2019            | UMG Recordings Astralwerks                                                                        | Ascend (sous UMG Recordings / Astralwerks)                                               |
| Pray (featuring Kameron Alexander)                                    | 2019            | UMG Recordings Astralwerks                                                                        | Ascend (sous UMG Recordings / Astralwerks)                                               |
| Good Things Fall Apart (featuring Jon Bellion)                        | 2019            | UMG Recordings Astralwerks                                                                        | Ascend (sous UMG Recordings / Astralwerks)                                               |
| Takeaway (avec The Chainsmokers featuring Lennon Stella)              | 2019            | - Illenium : UMG Recordings Astralwerks - The Chainsmokers : Disruptor Records / Columbia Records | - Ascend (sous UMG Recordings / Astralwerks) - World War Joy (album de The Chainsmokers) |
| Blood (avec Foy Vance)                                                | 2019            | UMG Recordings Astralwerks                                                                        | Ascend (sous UMG Recordings / Astralwerks)                                               |
| Hard To Say Goodbye (avec Ekali featuring Chloe Angelides)            | 2019            | Big Beat Records, Inc. / Atlantic Recording Corporation                                           | A World Away (album de Ekali)                                                            |
| Feel Something (avec Excision et I Prevail)                           | 2020            | UMG Recordings Astralwerks                                                                        | Single qui ne fait partie d'un album                                                     |
| Nightlight (featuring Annika Wells)                                   | 2020            | 12Tone Music, LLC                                                                                 | Fallen Embers (sous 12 Tone Music, LLC)                                                  |
| Paper Thin (avec Tom DeLonge et Angels & Airwaves)                    | 2020            | 12Tone Music, LLC                                                                                 | Fallen Embers (sous 12 Tone Music, LLC)                                                  |
| Hearts On Fire (avec Dabin et Lights)                                 | 2020            | 12Tone Music, LLC                                                                                 | Fallen Embers (sous 12 Tone Music, LLC)                                                  |
| First Time (avec Iann Dior)                                           | 2021            | 12Tone Music, LLC                                                                                 | Fallen Embers (sous 12 Tone Music, LLC)                                                  |
| Sideways (avec Nurko et Valerie Broussard)                            | 2021            | 12Tone Music, LLC                                                                                 | Fallen Embers (sous 12 Tone Music, LLC)                                                  |
| Heavenly Side (avec Matt Maeson)                                      | 2021            | 12Tone Music, LLC                                                                                 | Fallen Embers (sous 12 Tone Music, LLC)                                                  |
| Shivering (avec Spiritbox)                                            | 2022            | Warner Records                                                                                    | ILLENIUM (sous Illenium LLC)                                                             |
| From The Ashes (avec Skylar Grey)                                     | 2022            | Warner Records                                                                                    | ILLENIUM (sous Illenium LLC)                                                             |
| Worst Day (avec MAX)                                                  | 2022            | Warner Records                                                                                    | ILLENIUM (sous Illenium LLC)                                                             |
| Luv Me a Little (avec Nina Nesbitt)                                   | 2023            | Warner Records                                                                                    | ILLENIUM (sous Illenium LLC)                                                             |
| Insanity (avec American Teeth)                                        | 2023            | Warner Records                                                                                    | ILLENIUM (sous Illenium LLC)                                                             |
| With All My Heart (avec JVKE)                                         | 2023            | Warner Records                                                                                    | ILLENIUM (sous Illenium LLC)                                                             |
| See You Again (avec The Chainsmokers et Carlie Hanson)                | 2023            | Secondhand Happiness Disruptor Records Columbia Records                                           | Single qui ne fait partie d'un album                                                     |
| My Own Advice (avec William Black et Alana Springsteen)               | 2023            | Warner Records Columbia Records                                                                   | The Nature of Hope (Album de William Black sous Lowly)                                   |
| Zombie (avec Excision, Wooli et Valerie Broussard)                    | 2023            | Warner Records                                                                                    | Single qui ne fait partie d'un album                                                     |
| Not Even Love (avec Seven Lions et ÁSDÍS)                             | 2024            | Casablanca Records                                                                                | Single qui ne fait partie d'un album                                                     |
| Self Tilted (Tour Edits)                                              | 2025            | Warner Records                                                                                    | Single qui ne fait partie d'un album                                                     |
| In My Arms (avec HAYLA)                                               | 2025            | Republic Records                                                                                  | Single qui ne fait partie d'un album                                                     |
| Refuge (avec Norma Jean Martine)                                      | 2025            | Republic Records                                                                                  | Faisant partie de l'EP Refuge/Ur Alive                                                   |
| Ur Alive (avec WYLDE)                                                 | 2025            | Republic Records                                                                                  | Faisant partie de l'EP Refuge/Ur Alive                                                   |

### Remix officiels
| Title                                                                     | Date de sortie                                     | Label                          |
| ------------------------------------------------------------------------- | -------------------------------------------------- | ------------------------------ |
| Given The Chance (ILLENIUM Remix) (de The Kite String Tangle)             | 16 Septembre 2014 (Officialisé le 26 Janvier 2024) | The Kite String Tangle Pty Ltd |
| Always This Late (ILLENIUM Remix) (de ODESZA)                             | 10 Octobre 2014 (Officialisé le 26 Janvier 2024)   | Foreign Family Collective      |
| All I Want (ILLENIUM Remix) (de Dawn Golden)                              | 31 Décembre 2014 (Officialisé le 26 Janvier 2024)  | Mad Decent                     |
| Gold Dust (ILLENIUM Remix) (de Galantis)                                  | 7 Mai 2015 (Officialisé le 26 Janvier 2024)        | Big Beat Records               |
| Operate (ILLENIUM Remix) (de Kill Paris et Imad Royal)                    | 6 Juillet 2015                                     | Sexy Electric                  |
| Disarm You (ILLENIUM Remix) (de Kaskade et Ilsey)                         | 27 Août 2015 (Officialisé le 26 Janvier 2024)      | Warner Records                 |
| Don't let Me Down (ILLENIUM Remix) (de The Chainsmokers et Daya)          | 7 Mars 2016 (Officialisé le 14 Juillet 2016)       | Disruptor Records              |
| Say It (ILLENIUM Remix) (de Flume et Tove Lo)                             | 13 Janvier 2017                                    | Mom+Pop                        |
| Silence (ILLENIUM Remix) (de Marshmello et Khalid)                        | 12 Octobre 2017                                    | Joytime Collective             |
| Without Me (ILLENIUM Remix) (de Halsey)                                   | 30 Novembre 2018                                   | Capitol Records                |
| Blame Myself (ILLENIUM et Virtual Riot Remix) (de ILLENIUM et Tori Kelly) | 22 Octobre 2021                                    | Warner Records                 |
| golden hour (ILLENIUM et NURKO Remix) (de JVKE)                           | 7 Octobre 2021                                     | Sans label                     |
| Anti-Hero (ILLENIUM Remix) (de Taylor Swift)                              | 18 Novembre 2022                                   | Sans label                     |